# José Alejandro Roselott Frías
Alejandro Rosselot Frías; político y militar chileno. Nació en Santiago, el 9 de noviembre de 1860. Falleció en septiembre de 1927. Hijo de don Pedro Pablo Rosselot Atienzo y doña Antonia Frías Urrutia. Casado con Emilia Sanhueza Sanders.
Educado en Humanidades en el Instituto Nacional, pero los dejó inconclusos porque decidió empuñar espada de oficial de ejército para ir en defensa de Chile en el batallón Concepción, peleando en la Batalla de Chorrillos y Miraflores (Guerra del Pacífico). Hizo expediciones a Trujillo, Cajamarca y Chiclayo.
Terminada la contienda con Perú y Bolivia, se recluyó a sus lares y se dedicó a la agricultura y el comercio. Atendió sus negocios agrícolas en el sur del país y se dedicó a servir a la política como militante del Partido Radical.

## Actividad política
Diputado por Linares, Parral y Loncomilla en cuatro períodos consecutivos (1906-1918). Integró las Comisiones Permanentes de Elecciones, de Industria y Agricultura y de Hacienda.
Ministro de Guerra y Marina (1912). Formó parte del comité directivo del Partido Radical y también fue Presidente del partido (1918-1919).
Diputado solo por Parral y Loncomilla, tras la separación del distrito, por tres períodos consecutivos (1918-1924). Presidente de la Cámara de Diputados (18 de mayo de 1918). Miembro de la Comisión Permanente de Industria y Agricultura.
En la Cámara defendió los intereses nacionales, el cultivo de la tierra, fomentó la producción y patrocinó leyes protectoras de la agricultura nacional. En 1923 presentó un proyecto de Ley que pedía que a los sobrevivientes de las campañas del Pacífico, se les concediera un derecho a recibir pensiones vitalicias con sueldo íntegro.
El 11 de septiembre de 1924 fue disuelto el Congreso por la Junta de Gobierno que derrocó al presidente Arturo Alessandri, por lo que se suspende la institucionalidad. Desde entonces realizó viajes de estudio y de recreo a Estados Unidos y Europa.
Entre otras cosas fue socio de la Sociedad Nacional de Agricultura (SNA) y socio de la Sociedad de Fomento Fabril (SOFOFA).